# El silencio (película de 1963)

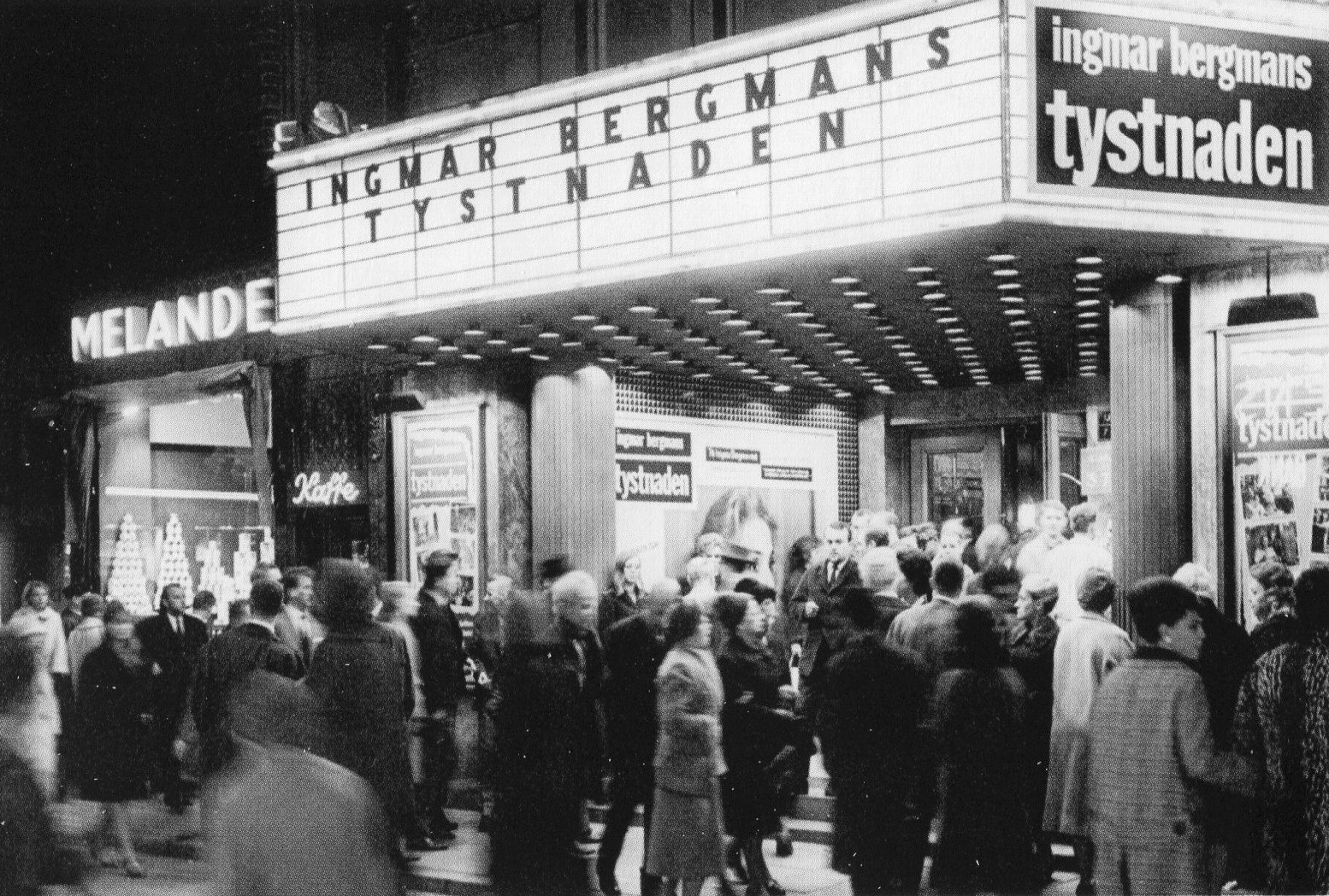
Proyección de El silencio en un cine (1963).

El silencio (Tystnaden en su idioma original) es una película sueca de 1963 escrita y dirigida por Ingmar Bergman. Sus papeles principales están a cargo de Ingrid Thulin y Gunnel Lindblom.
Considerada por la crítica tercera parte de la trilogía "El silencio de Dios" la película se exhibió con algunas secuencias censuradas en Suecia y fue prohibida en algunos países. Suele destacarse por la escasez de diálogos, su técnica formal depurada y experimentalista y por su reflexión sobre el hecho religioso.

## Sinopsis

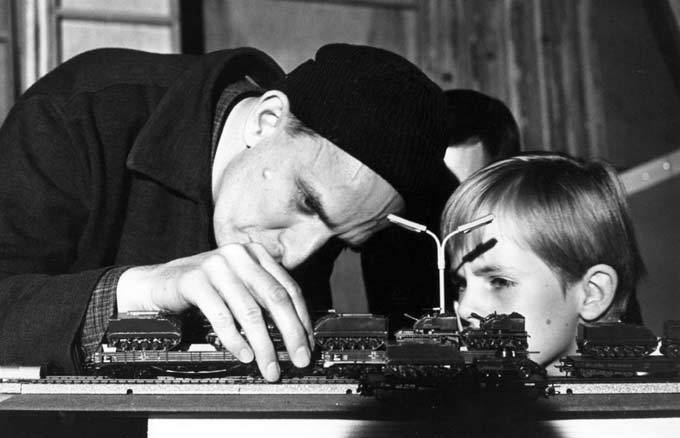
Ingmar Bergman (izquierda) y Jörgen Lindstrom (derecha) durante la preparación de una escena de la película (1963).

En el camino de vuelta a casa al regreso de unas vacaciones Anna y Ester, dos hermanas, se ven obligadas a quedarse en un hotel de Timoka, una remota ciudad situada en un país desconocido. La causa de la parada es la repentina enfermedad de Ester. El hotel es grande pero no se percibe mucho movimiento ni muchas personas. Entre los huéspedes se encuentra una compañía de enanos que actúa en un cercano teatro de variedades. En el lugar se habla un idioma que ni siquiera Ester, que es traductora, logra comprender.
Johan, hijo de Anna, la hermana menor, se entretiene realizando excursiones por los pasillos del hotel que, por su forma y decoración, parece de principios del siglo XX. Anna sale a divertirse por las calles de la ciudad y establece contacto con el camarero de un bar. En el teatro de variedades en que actúan la compañía de enanos presencia el coito de una pareja que forma parte del público. Excitada por lo que ha visto Anna regresa al bar y al camarero.
Ester está sola en la cama y un viejo camarero le procura ayuda. Cuando vuelve Anna, Ester intuye que ha pasado algo y discute con su hermana. Anna se va de la habitación para reencontrarse con el camarero. Johan le cuenta a Ester que ha visto entrar a su madre en una habitación con un desconocido. Ester va a buscar a Anna para recriminarle su comportamiento pero la hermana le da la espalda y se vuelve hacia su silencioso amante.
Ester sufre un colapso. El mismo día Anna prosigue el viaje junto a su hijo Johan y abandona a Ester a su destino. En un papel Ester ha decidido escribir unas cuantas palabras para Johan en el idioma desconocido que se habla en la zona.

## Reparto
- Ingrid Thulin - Ester
- Gunnel Lindblom - Anna
- Jörgen Lindström - Johan
- Håkan Jahnberg - Camarero
- Birger Malmsten - Camarero
- Lissi Alandh - Mujer en el teatro
- Karl-Arne Bergman - Repartidor de periódicos
- Leif Forstenberg - Hombre en el teatro
- Eduardo Gutiérrez - Empresario
- Eskil Kalling - Propietario del bar
- Birger Lensander - Portero
- Kristina Olausson - Anna
- Nils Waldt - Cajero
- Olof Widgren - Viejo

## Recepción

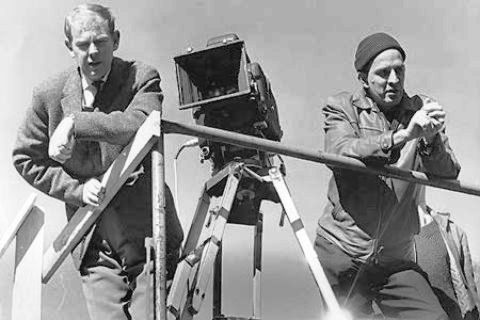
Sven Kykvist (director de fotografía) e Ingmar Bergman (director) durante el rodaje de la película.

El silencio obtuvo una positiva recepción en los portales de información cinematográfica. La revista Fotogramas le otorga una valoración de 4 sobre 5.

"Final de la trilogía -junto a Como en un espejo y Los comulgantes- más angustiada y deseseperanzada de la obra de Bergman. Sus obsesiones se cierran temporalmente con la constatación del silencio que nos rodea: el de la incomunicación humana y el que emana de la metafísica. Está a la altura de sus precedentes en profundidad".
Crítica de Fotogramas 

Internet Movie Database la califica con una puntuación de 8,0 sobre 10 con 14.398 votos.

"Este capítulo final, oscuro y erótico, de la trilogía de la fe puede resumir la propia filosofía de Bergman con respecto a la religión y a Dios: "Dios nunca ha hablado porque Él no existe". Bergman indicó que quería hacer una película con el menor diálogo posible porque "había hecho muchas películas con muchas conversaciones". Quería que El silencio fuera una experiencia cinematográfica pura en la que las imágenes hablaran por sí solas."
Crítica de Galina en IMDB https://www.imdb.com/title/tt0057611/reviews?ref_=tt_ov_rt

En el sitio web FilmAffinity obtiene una valoración de 7,8 sobre 10 con 3.377 votos.

"La sinuosa, ambigua y descompensada relación entre dos hermanas (Thulin y Lindblom), una de ellas gravemente enferma, con el hijo de la otra como tercer vértice de un triángulo ambiguo y dramático.
Bergman incide en el drama humano, basado en unos magníficos diálogos, en una puesta en escena funcional y ajustadísima que engrandece profundos y tensos silencios, en una tensión sexual espléndidamente lograda, que unido al tratamiento siempre presente en el sueco de la soledad, la ausencia/presencia determinista de Dios, la angustia de vivir, la muerte, el sexo o el desorden sentimental del mundo, hicieron que fuese hasta censurada o prohibida (en España hasta 1975).
Resulta espléndida la plasmación que hace el maestro sueco de la relación amor/odio, atracción/repulsión, dejadez/dependencia entre las dos hermanas, con el niño en medio del eje."
Crítica de Kafka en FilmAffinity https://www.filmaffinity.com/es/user/rating/100948/641559.html